# De Bazelaire
F. de Bazelaire SA war ein französischer Automobilhersteller.

## Unternehmensgeschichte
Das Unternehmen aus Paris begann 1907 mit der Produktion von Automobilen. Der Markenname lautete De Bazelaire. 1928 endete die Produktion.

## Fahrzeuge

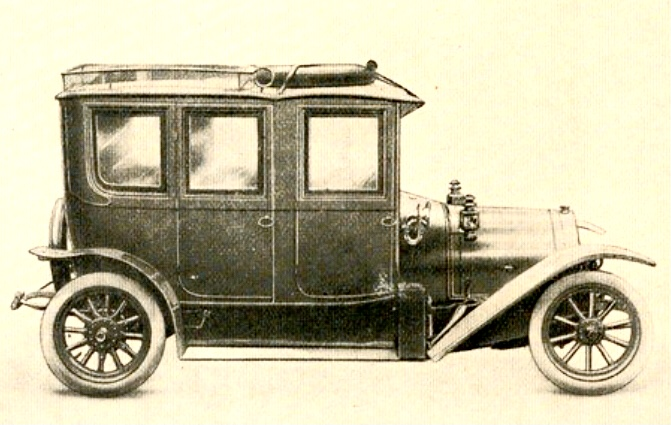
De Bazelaire 12 HP

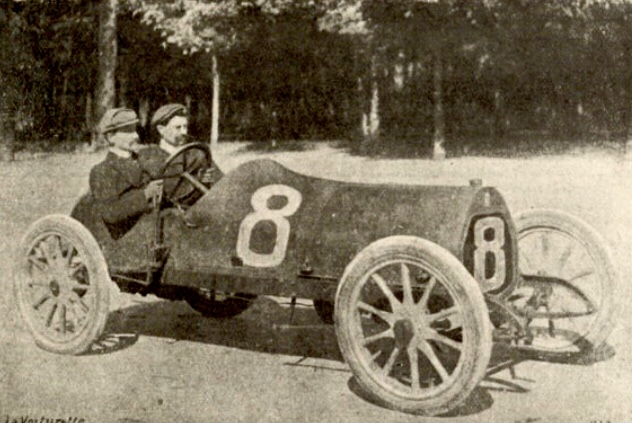
De Bazelaire Rennwagen von 1908

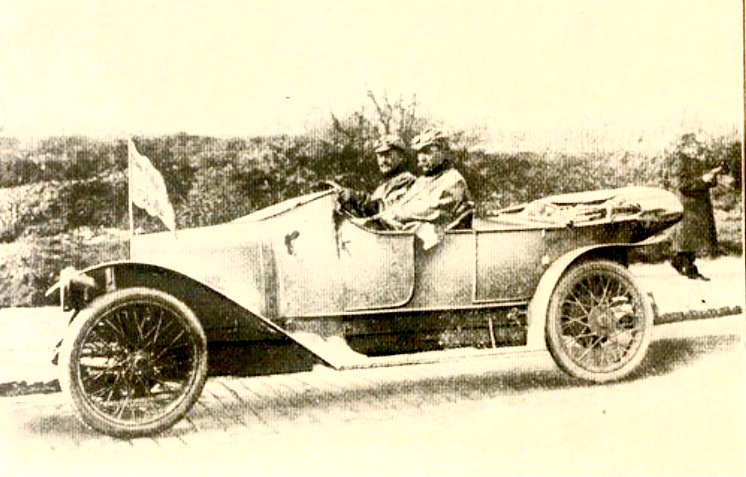
De Bazelaire Teilnehmerfahrzeug an der Tour de France 1912

Das erste Modell war der Rennwagen 10/14 CV mit Zweizylindermotor und 1100 cm³ Hubraum. 1908 folgten die Zweizylindermodelle 8/9 CV mit 1100 cm³ Hubraum, 12/14 CV mit 1700 cm³ Hubraum sowie ein Vierzylindermodell mit 2000 cm³ Hubraum.  Ein Rennwagen von 1908, der 14/16 CV hatte einen Zweizylindermotor mit 1885 cm³ Hubraum mit 100 mm Bohrung und 120 mm Hub. 1910 erschien das Modell Six mit Sechszylindermotor und 2500 cm³ Hubraum, das ab 1913 mit einem Einbaumotor von Fischer ausgestattet war. 1914 folgten verschiedene Vierzylindermodelle, von denen die kleineren Modelle Motoren von Ballot und die größeren Modelle Motoren von Janvier mit bis zu 3614 cm³ Hubraum erhielten. Der 12 HP von 1912 hatte 2177 cm³ Hubraum mit 76 mm Bohrung und 120 mm Hub.
Der 14 HP von 1919 hatte 2815 cm³ Hubraum mit 80 mm Bohrung und 140 mm Hub. Später 3016 cm³ Hubraum mit 80 mm Bohrung und 150 mm Hub. Eine Sportversion erhielt einen deutlich verlängerten Hub von 180 mm. Der Motor hatte nun einen Hubraum von 3619 cm³ mit 80 mm Bohrung und 180 mm Hub. Die maximale Leistung lag bei 1800/min an.
Das Modell mit dem großen Motor von Janvier war auch nach dem Ersten Weltkrieg noch bis 1924 lieferbar. Dazu kam ein Vierzylindermotor von S.C.A.P. mit 1690 cm³ Hubraum.